# Дерда III
Дерда III (др.-греч.  Δέρδας; IV век до н. э.) — вероятно правил в Элимии (области в Верхней Македонии).

## Биография
Скорее всего, его отцом был Дерда II.
Македонские цари из династии Аргеадов нередко породнялись с властителями Элимеи. Так вероятная сестра Дерды III Фила стала одной из жён Филиппа II.
При этом Филипп принуждал вождей Верхней Македонии отправлять своих сыновей в Пеллу, где они проходили при царском дворе обучение и воспитание в духе лояльности к Аргеадам. Так сыном брата Дерды Махата был Гарпал — друг юности Александра Великого, ставший впоследствии его казначеем.
Когда Филипп осаждал Олинф, Дерда был взят греками в плен.
О дальнейшей судьбе Дерды исторические источники не сообщают.